# Podbój Italii przez Gotów
Podbój Italii przez Gotów (489-493) – wojna między państwem stworzonym przez Odoakra a Ostrogotami pod wodzą Teodoryka. Ostrogoci wraz z wizygockimi sojusznikami najechali Italię w 489 roku. Bezpośrednią przyczyną był konflikt między powstałym na gruzach cesarstwa zachodniorzymskiego "Państwem Odoakra" a cesarzem wschodniorzymskim Zenonem, choć oficjalnie Cesarstwo Bizantyńskie nie brało udziału w zmaganiach wojennych. 
Po początkowych sukcesach Ostrogotów w bitwach nad Isonzo i pod Weroną Odoaker musiał się wycofać do Rawenny, jednak kontratakiem wyparł wojska Teodoryka z większości zajętych przez niego miast i zmusił Gotów do ucieczki. Sytuacja zmieniła się wraz z nadejściem wizygockich posiłków dla Ostrogotów w 490 roku. Po serii zwycięstw (m.in. nad rzeką Sontius i pod Weroną), także i tym razem Teodoryk poniósł klęskę w bitwie pod Faoentią, niedaleko stołecznej Rawenny. Odoaker ruszył w pościg, jednak 11 sierpnia 490 nad Addą Teodoryk wydał mu bitwę, którą wygrał. Odoaker po raz kolejny został zmuszony do wycofania się do Rawenny, gdzie wojska Gotów oblegały go bezskutecznie przez przeszło dwa lata. Ostatecznie wojnę zakończył rozejm, zgodnie z którym Teodoryk i Odoaker mieli wspólnie rządzić Italią jako cesarze. W dziesięć dni po zawarciu pokoju Teodoryk zamordował Odoakra i odtąd rządził samodzielnie.

## Przebieg

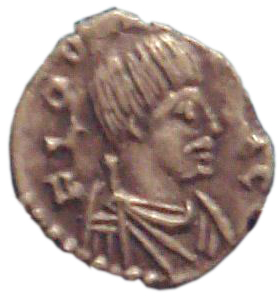
Podobizna Odoakra na monecie bitej w jego imieniu w Rawennie

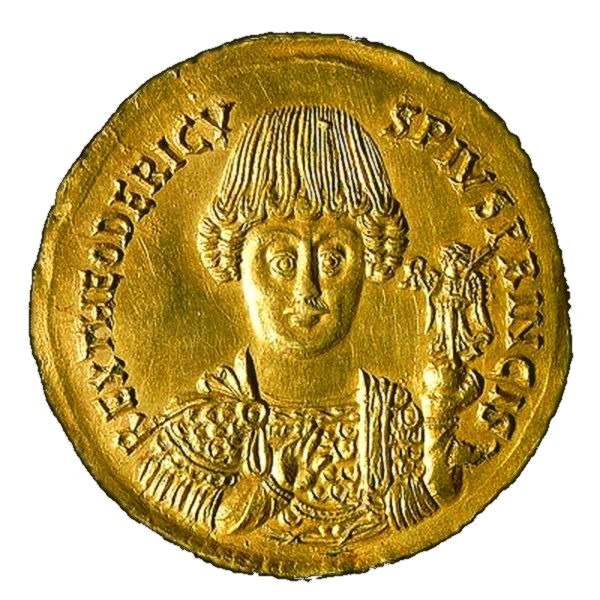
Moneta z wizerunkiem zwycięskiego Teodoryka Wielkiego

Rozpoczęta w 489 inwazja Italii przez Teodoryka zapowiadała się na szybkie zwycięstwo, bowiem wojska Odoakra były wyczerpane długimi walkami z innymi plemionami germańskimi, z kolei Teodoryk posiadał poparcie cesarza wschodniorzymskiego Zenona, który obiecał mu władzę nad Italią. Gdy wojska Teodoryka przekroczyły Alpy, 28 sierpnia nad rzeką Aesontius drogę zagrodziły mu oddziały Odoakra, jednak zostały pokonane, a sam Odoaker wycofał się do Werony, gdzie 27 września jego wojska zbudowały ufortyfikowany obóz. Już trzy dni później Teodoryk z marszu pokonał wojska italskie i zajął miasto, ponownie zmuszając Odoakra do ucieczki, tym razem do Rawenny. Po zdobyciu Werony, w Mediolanum (dzisiejszy Mediolan) na stronę Teodoryka przeszedł również magister militum Odoakra, Tufa, oraz dowodzony przez niego oddział doborowych wojsk gockich. Teodoryk wysłał Tufę z rozkazem zdobycia podstępem Rawenny, jednak ten po raz kolejny zmienił front, a wysłane z nim wojska lojalne wobec króla Ostrogotów wycięto w pień. Niedobite resztki pod wodzą Amala wycofały się do Ticinum (dzisiejsza Pawia), gdzie obległ je Odoaker, którego oddziały odbiły również Cremonę i obległy Mediolanum. Mimo chwilowej przewagi po stronie Odoakra, żadna ze stron nie miała dość sił by pokonać drugą. Sytuację wykorzystali Burgundowie, którzy w tym czasie najechali i spustoszyli Ligurię.
Impas udało się przełamać dopiero latem 490 roku, gdy Ostrogotów wsparł kontyngent wizygocki przysłany na pomoc Teodorykowi przez króla Alaryka II. Nadejście posiłków zmusiło Odoakra do zwinięcia oblężenia i wycofania się na południe. Jego wojska poniosły klęskę w bitwach nad rzeką Sontius i u wrót Werony, jednak udało im się przegrupować w Rawennie i dokonać wypadu. W bitwie pod Faoentią (dzisiejsza Faenza) Ostrogoci z kolei ponieśli klęskę i zostali zmuszeni do ucieczki. Teodoryk ruszył na północ, ścigany przez Odoakra; zatrzymał się dopiero 11 sierpnia 490 nad Addą, niedaleko miasteczka Acerrae, w miejscu przeprawy Via Aemilia przez rzekę. Wojska Teodoryka wyszły tu z bitwy zwycięsko, zaś Odoaker musiał znów uciekać do Rawenny, ścigany przez Gotów. 
Mury Rawenny, otoczone bagnami i licznymi rzekami, okazały się w praktyce nie do zdobycia i oblężenie przeciągało się; żadna ze stron nie była w stanie zdobyć przewagi w bitwie. Główne siły Odoakra zostały zamknięte w mieście, jednak poza nim, w dolinie Adygi, pozostał silny korpus pod dowództwem Tufy, dodatkowo wzmocniony w sierpniu 491 siłami Fryderyka, króla Rugiów (obaj wodzowie po konflikcie z Teodorykiem opuścili jego armię i przeszli do obozu przeciwnika). Ostatecznie jednak między nowymi sprzymierzeńcami również wybuchł konflikt, w wyniku którego obaj wodzowie zginęli, a ich wojska poszły w rozsypkę.
W tym czasie Odoaker spróbował przebić się z Rawenny, jednak w nocnej wycieczce 9/10 lipca 491 jego armia poniosła klęskę, w bitwie zginął m.in. głównodowodzący jego wojsk Livilia oraz znaczna część gwardii przybocznej złożonej z Herulów. Miasto pozostało jednak w jego rękach, choć wiosną i latem 492 roku Goci rozpoczęli w Rimini budowę floty, dzięki której chcieli odciąć Rawennę od dostaw zapasów drogą wodną. Miasto jednak trwało w oporze. Ostatecznie 25 lutego 493 biskup Rawenny Jan wynegocjował układ pokojowy między oboma wodzami. Zgodnie z jego postanowieniami obaj mieli wspólnie rządzić Italią. Po trzech latach oblężenia 5 marca 493 wojska Teoderyka wkroczyły do miasta. Dziesięć dni później Teodoryk zamordował Odoakra podczas uczty i przejął władzę nad krajem.